# Muróvane (Leópolis)
Muróvane (ucraniano: Муро́ване; polaco: Murowane) es un municipio rural y pueblo de Ucrania, perteneciente al raión de Leópolis en la óblast de Leópolis.
En 2021, el municipio tenía una población de 9617 habitantes, de los cuales algo menos de la mitad vivían en el pueblo y el resto repartidos en cuatro pedanías. El municipio se creó en 2017 mediante la fusión de los consejos rurales de Soroky-Lvivski (que incluía como pedanía a Muróvane), Hamalíyivka y Yámpil (con la pedanía Kamyánopil); este territorio pertenecía hasta 2020 al raión de Pustómyty.
Se conoce la existencia del pueblo en documentos desde 1439. Hasta 1946, su topónimo era "Liashky Murovani" (ucraniano: Ляшки Муровані; polaco: Laszki Murowane). En la Segunda República Polaca vivían aquí unos mil cien ucranianos y unos doscientos polacos. En el siglo XX se desarrolló notablemente por su cercanía a la capital regional Leópolis, hasta acabar integrándose en su área urbana.
Se ubica en la periferia nororiental de Leópolis, en la salida de la carretera H17 que lleva a Lutsk.